# サーバントリーダーシップ
サーバントリーダーシップとは「リーダーの目標は奉仕することである」というリーダーシップ哲学である。リーダーの主な焦点が会社や組織の繁栄にある従来のリーダーシップとは異なり、サーバントリーダーは、力を分け合い、従業員のニーズを第一に考え、従業員の能力開発とパフォーマンスを最大限に高める効果がある。 リーダーに仕えるために働く人々の代わりに、リーダーは人々に仕えるために存在する。 その提言者であるロバート・K・グリーンリーフが述べたように、サーバントリーダーは「仕えられた人々の人間的成長、健康、自由、自主性」に焦点を当てる。
リーダーが考え方を変えて最初に奉仕すると、従業員が個人的な成長を遂げるという点で従業員だけでなく、従業員のコミットメントと関与が高まることで組織も成長するというメリットがある。

## 歴史
ロバート・K・グリーンリーフは、1970 年に出版されたエッセイ「The Servant as Leader」（日本語訳: サーバントリーダーシップ）の中で、「サーバント リーダーシップ」という言葉を最初に広めた。

## グリーンリーフによる定義
グリーンリーフによると、サーバントリーダーであることの最も重要な特徴は、自分の主な優先順位を、リードすることではなく、奉仕することとすることである。 グリーンリーフは、サーバントリーダーがまず奉仕から始め、他の人のニーズを最優先し、他の人の成長に成功と「力」を見出すことを提案した。  簡単に言えば、サーバントリーダーは、まずサーバントであること、周囲のすべてのニーズに配慮すること、将来のリーダーの成長を確保することを求めるべきとした。 これらの特性は、その人がサーバントリーダーであることを示している。これは、全体として、自分が仕える人をより健康で賢くし、他の人を自己改善に導くためである。 最終的には、奉仕された側もサーヴァントリーダーの特性を所有するように駆り立てられ、リーダーシップスタイルの普及が続くとする。